# مقاومة الفلبين ضد اليابان
كانت هناك حركة مقاومة كبيرة من الفلبين (بالفلبينية: Kilusan ng Paglaban sa Pilipinas) خلال الاحتلال الياباني للجزر في الحرب العالمية الثانية، الحركة التي قاومت اليابانيين وحلفاءهم بشكل خفي وفعال وبصورة حرب عصابات، والتي زادت على مدى السنين. كان في قتال العصابات المسلحة، بغض النظر عن قوات النظام الياباني، مكتب الشرطة ياباني التنظيم (الذي عرف فيما بعد بمركز الشرطة الفلبيني في فترة الجمهورية الثانية (جمهورية الفلبين) وقاتل أيضاً الكينبيتاي (القوات العسكرية اليابانية) والماكابيلي (الفلبينيون الذين قاتلوا في صفوف اليابان). تقدر دراسات بعد الحرب أن قرابة 260,000 شخص انضموا إلى الجماعات المسلحة وأن عدد الأعضاء في التنظيمات المعادية لليابان كان أكثر. وهكذا كان تأثيرُهم؛ فبنهاية الحرب العالمية الثانية كانت اليابان قد احتلت اثنتي عشرة محافظة فقط من المحافظات الثماني والأربعين الباقية.
يعاد تنظيم وتجهيز مجموعات المقاومة المختارة كوحدات في قوات الجيش والشرطة الفلبينية. قامت حكومة الولايات المتحدة بشكل رسمي بإعطاء مرتبات وفوائد لمختلف الأعراق التي قاتلت مع قوات التحالف عند نهاية الحرب، وعلى أي حال، فإن الفلبينيين هم الفئة الوحيدة التي جرى حرمانها من تلك الفوائد، ومنذ ذلك الحين، بذل هؤلاء المقاتلين جهودًا كبيرة إلى أن اعترفت بهم الولايات المتحدة. وجرى الاعتراف بنحو 277 من وحدات الجماعات المسلحة المستقلة التي وصل مجموع أفرادها إلى 260,715 فردًا بوصفها وحدة محارِبة في حركة المقاومة.

## لمحة عامة
كان الهجوم على بيرل هاربور (الذي يطلق عليه عملية هاواي أو عملية إيه آي التي شنها المركز العام للإمبراطورية اليابانية) هجوماً عسكرياً مفاجئاً قامت بها البحرية الإمبراطورية اليابانية على قاعدة بحرية في الولايات المتحدة تحديداً في هاواي- بيرل هاربور صباح 7 كانون الأول سنة 1941 (8 كانون الأول بتوقيت اليابان والفلبين). كانت الغاية من هذا الهجوم وقائية لمنع أسطول الولايات المتحدة الهادئ من التدخل في العمليات العسكرية التي كانت تخطط لها اليابان في جنوب شرق آسيا ضد المقاطعات الخارجية التي تعود إلى الولايات المتحدة والمملكة المتحدة وهولندا.
بدأت العمليات اليابانية لاحتلال كومنولث الفلبين مباشرة بعد الهجوم على بيرل هاربور، إذ ضربت ثلاث وأربعون طائرة باغوي وتوغيوغارو في الهجوم الوقائي الأول في لوزون، ثم قامت بعدها  القوات اليابانية بسرعة بتنفيذ الهبوط على ظهر جزيرة باتان وفي السابع عشر من كانون الأول قدّر الجنرال ماساهارو هوما أن المكون الرئيس للقوات الجوية الأمريكية في جزر أرخبيل قد جرى تدميره. أصبح ميناء مانيلا (في لوزون) بحلول الثاني من كانون الثاني تحت السيطرة اليابانية وفي التاسع من الشهر حاصر الجنرال هوما القوات المتبقية في باتان. بحلول التاسع من نيسان، أجبرت القوات الأمريكية الفلبينية المتبقية على الانسحاب من باتان إلى جزيرة كوراجيدور. في تلك الأثناء، تكلل الاحتلال الياباني على مدينة سيبو (التاسع عشر من نيسان) وعلى باناي (العشرين من نيسان) بالنجاح. بحلول 7 مايو، بعد آخر الهجمات اليابانية على كوراجيدور، أعلن الجنرال جوناثان وينرايت من خلال بث إذاعي في مانيلا استسلام الفلبين. وخلفَ وينرايت الجنرال ويليام شارب الذي سلم فيساياس ومينداناو في 10 مايو.
بعد ذلك جاءت مسيرة الموت في باتان، والتي كانت عبارة عن نقل قسري من قبل الجيش الإمبراطوري الياباني، لـ 60.000 فلبيني و15000 أسير حرب أمريكي بعد معركة باتان التي استمرت ثلاثة أشهر في الفلبين خلال الحرب العالمية الثانية. من الصعب تقدير حصيلة القتلى في المسيرة حيث تمكن الآلاف من الأسرى من الفرار من حراسهم (على الرغم من أن الكثيرين قتلوا خلال هروبهم)، ولا يُعرف عدد القتلى الفعلي في القتال الذي دار في نفس الوقت. كل ما قيل أنه مات ما يقارب 2500-10000 فلبيني و 300-650 أسير حرب أمريكيًا قبل أن يتمكنوا من الوصول إلى معسكر أودونيل.

## المقاومة في لوزون

### قوات الجيش الأمريكي في الشرق الأقصى والعصابات المدعومة أمريكياً
بعد ما حصل في باتان وكوريجدور، أعيد تنظيم العديد من الذين فروا من اليابانيين في الجبال حيث لا يزال رجال حرب العصابات موالين لقوات الجيش الأمريكي في الشرق الأقصى. ومن الأمثلة على ذلك وحدة رامون ماجسايساي في زامباليس، التي كانت تعمل في البداية كوحدة للإمداد والاستخبارات. بعد الاستسلام في مايو 1942، شكل ماجسايساي ووحدته قوة حرب العصابات التي نمت لتصبح قوة قوامها 10000 فرد بحلول نهاية الحرب.
كانت العصابة الأخرى صيادو روتك، التي كانت تعمل في منطقة جنوب لوزون وبشكل رئيسي بالقرب من مانيلا إذ أُنشئت عند حل الأكاديمية العسكرية الفلبينية في الأيام الأولى من الحرب. رفض التلميذ العسكري تيري أديفوسو العودة إلى المنزل ببساطة حيث أمر التلاميذ العسكريين بذلك، وبدأ في جمع مقاتلين مستعدين للقيام بأعمال حرب العصابات ضد اليابانيين. كانت هذه القوة ذا فائدة كبيرة لاحقًا، حيث قدمت معلومات استخباراتية إلى القوات المحررة بقيادة الجنرال دوغلاس ماكارثر ولعبت دورًا فعالاً في العديد من المعارك، مثل معركة الغارة في لوس بانوس. عندما اندلعت الحرب في الفلبين تجمع حوالي 300 من الأكاديمية العسكرية الفلبينية وطلاب الروتك غير القادرين على الانضمام إلى وحدات قوات الجيش الأمريكي في الشرق الأقصى بسبب عمرهم غير القانوني، وفي رغبة مشتركة للمساهمة في المجهود الحربي طوال حملة باتان. قام الصيادون في الأصل بعمليات مع مجموعة حرب عصابات أخرى تسمى عصابة الماركينغ، حيث ذهبوا معهم لتصفية الجواسيس اليابانيين، وحصل أن جرت مداهمة كلية الاتحاد من قبل الصيادين وبقيادة ميغيل فير، أحد طلبة الأكاديمية الفلبينية العسكرية، الكلية التي احتلها العدو في مانيلا، واستولوا على 130 بندقية إنفيلد.
ادعى أيضًا الرئيس الفلبيني فرديناند ماركوس، قبل أن يُثبت كونه خاطئًا عام 1985 من قبل الجيش الأمريكي، أنه قاد قوة حرب عصابات قوامها 9000 فرد تعرف باسم وحدة ماهارليكا. استخدم ماركوس أيضًا ماهارليكا كاسم مستعار شخصي له، يصور فيها نفسه على أنه مقاتل حرب العصابات الفلبيني المناهض لليابان خلال الحرب العالمية الثانية. تحدث ماركوس عن الحكايات والمآثر المبالغ فيها عن محاربته لليابان في سيرته الذاتية التي نشرها ماركوس للفلبين والتي ثبت أنها خيالية. أما عن أبيه ماريانو ماركوس، فقد تعاون مع اليابانيين وأعدمته عصابات الفلبين في نيسان 1945 تحت قيادة العقيد جورج بارنيت واتهم فرديناند نفسه بأنه متعاون أيضًا.
أصبحت منطقة جنوب غرب المحيط الهادئ في يوليو 1942 على دراية بحركات المقاومة التي تشكلت في الفلبين المحتلة من خلال محاولات الاتصالات اللاسلكية مع الحلفاء خارج الفلبين، وبحلول أواخر عام 1942 وصل الجاسوس إلى أستراليا لتأكيد وجود المقاومة، وفي كانون الأول 1942، أرسلت منطقة جنوب غرب المحيط الهادئ النقيب خيسوس أ. فيلامور إلى الفلبين لإجراء اتصالات مع منظمات حرب العصابات وفي النهاية طورت شبكات استخباراتية شاملة بما في ذلك اتصالات داخل حكومة الجمهورية الثانية، كما قام القائد تشيك بارسونز الذي عاد إلى الفلبين في أوائل عام 1943  بفحص قادة حرب العصابات وأقام اتصالات وتزويدهم بـ منطقة جنوب غرب المحيط الهادئ من خلال القسم الإقليمي الفلبيني لمكتب المخابرات المتحالفة. أرسلت منطقة جنوب غرب المحيط الهادئ عملاء ومعدات إلى الفلبين لتزويد ومساعدة منظمات حرب العصابات غالبًا عن طريق الغواصات، حيث ثبتت الغواصات الحربية الكبيرة ويو إس إس ناروال ويو إس إس ناوتيلاس ذات القدرة العالية على الأفراد والإمدادات والفائدة الخاصة في دعم العصابات. أصبحت المساعدة للمقاتلين في الفلبين أكثر تنظيماً ابتداءً من منتصف عام 1943 ومع تشكيل كتيبة الاستطلاع 5217 التي كانت تتألف إلى حد كبير من المتطوعين الأمريكيين الفلبينيين من فوج المشاة الفلبيني الأول والثاني والتي أُنشئت ونُظّمت في كاليفورنيا.

### المقاومة العرقية في الصين
كانت إلى جانب العصابات الفلبينية المقاتلة عصابة نادرة تدعى واتشي: وحدة مقاومة تتكون من أفراد صينيين وفلبينيين فضلاً عن المهاجرين الصينيين. قام بتأسيسها اتحاد العمال الصيني العام للفلبين والفرع الفلبيني للحزب الشيوعي الصيني ووصل عدد أفرادها إلى 700 رجل، وقامت تلك الحركة بالعمل ضمن الهوكيين حتى سنة 1943 عندما بدؤوا بتنفيذ العمليات بشكل مستقل، كانت قوات العصابات الأمريكية تساعدهم أيضاً.

## المقاومة في فيساياس
تفرعت الكثير من العصابات أيضاً من الجزر المركزية التابعة لفيساياس. كما كان الحال في لوزون، درّبت القوات الأمريكية عصابات فلبينية للقتال في حال قامت اليابان بحط أنظارها على فيسايسا، ولم يتوقف هؤلاء الجنود عن القتال حتى بعد أن قامت الولايات المتحدة بتسليم الجزر لليابان.
كان أحد الإنجازات المهمة للمقاومة في فيساياس هو الاستيلاء على «أوراق كوجا» من قبل عصابات سيبوانو بقيادة المقدم جيمس م. كوشينغ في مارس 1944، حيث تحمل هذه الأوراق التي سميت باسم الأدميرال مينيتشي كوجا خططًا قتالية حيوية واستراتيجيات دفاعية للبحرية اليابانية التي تحمل الاسم الرمزي الخطة Z ومعلومات عن القوة الإجمالية للأسطول الياباني والوحدات الجوية البحرية والأهم من ذلك أن اليابانيين قد استنتجوا بالفعل خطط مكارثر الأولية لغزو الفلبين من خلال مينداناو. أصبحت هذه الأوراق في حوزة العصابات الفلبينية عندما تحطمت الطائرة البحرية للأدميرال كوجا التي كانت في طريقها إلى دافاو في ساحل سان فرناندو في سيبو ما أسفر عن مقتل كوجا والعديد من الآخرين، وبعد أن نقلت الأمواج جثة كوجا والعديد من اليابانيين الناجين إلى اليابسة، وجدتهم العصابات وأسرت 12 ضابطًا رفيع المستوى من بينهم رئيس أركان الأسطول المشترك نائب الأميرال شيغيرو فوكودوم. كانت الأوراق داخل حقيبة التُقطت من البحر من قبل صيادي سيبوانو قبل تسليمها إلى رجال العصابات. طارد اليابانيون الوثائق وضباطهم المأسورين بلا رحمة إذ حرقوا القرى واحتجزوا المدنيين في أثناء بحثهم. واضطر المسلحون في نهاية المطاف إلى الإفراج عن أسراهم من أجل وقف العدوان، ولم يكن اليابانيون على دراية بأن كوشينغ تمكن من طلب غواصة لنقل الوثائق إلى مقر الحلفاء في أستراليا. وساعد اكتشاف الأوراق ماك آرثر بنقل غزوه من مينداناو إلى ليتي كما ساعد الحلفاء في معركة بحر الفلبين.
حاربت عصابات واراي اليابانيين في تاكلوبان تحت إشراف معلم مدرسة سابق يدعى النقيب نيفيس فرنانديز. درب نيفيس رجاله بشكل مكثف على المهارات القتالية وصنع الأسلحة المرتجلة بالإضافة إلى قيادة رجاله في المقدمة، ومع 110 رجال فقط، تمكن نيفيس من إخراج أكثر من 200 جندي ياباني في أثناء الاحتلال. ساعد مقاتلو باناي بقيادة العقيد ماكاريو بيرالتا في الاستيلاء على حقل الهبوط ومطار منطقة ماندوريو خلال معركة فيساياس. قاد الميجور إنجينييرو قوات حرب العصابات في بوهول، حيث كان لهم الفضل في تحرير الجزيرة من البؤر الاستيطانية اليابانية بخسارة سبعة رجال فقط.